# Casa en llamas
Casa en llamas —cuyo título en catalán es Casa en flames— es una película hispano-italiana de comedia dramática de 2024, dirigida por Dani de la Orden y escrita por Eduard Sola. Está protagonizada por Emma Vilarasau, Enric Auquer, María Rodríguez Soto, Alberto San Juan, Clara Segura, José Pérez-Ocaña y Macarena García. Tuvo su estreno mundial como la película de apertura del BCN Film Fest el 18 de abril de 2024, y luego se estrenó en cines españoles el 28 de junio de 2024, con distribución de Vercine.

## Trama
Montse (Emma Vilarasau) está emocionadísima porque está a punto de pasar un fin de semana con toda la familia en su casa de Cadaqués, en la Costa Brava. Está divorciada hace tiempo, su ex tiene una nueva pareja, sus hijos han crecido y hace tiempo que hacen su vida sin hacerle ningún caso, pero a Montse nada ni nadie conseguirá fastidiarle los ánimos; hace demasiado tiempo que espera este momento, demasiado tiempo que sueña con él: éste fin de semana será sí o sí un fin de semana ideal… aunque para ello tenga que quemarlo todo.

## Reparto
- Emma Vilarasau como Montse Codina
- Enric Auquer como David Alvarado
- María Rodríguez Soto como Julia Alvarado
- Alberto San Juan como Carlos Alvarado
- Clara Segura como Blanca
- José Pérez-Ocaña como Toni
- Macarena García como Marta

## Producción
En noviembre de 2023, se anunció que el director Dani de la Orden estaba rodando desde octubre de ese año Casa en flames, su primera película en catalán desde Barcelona, nit d’estiu en 2013, con Emma Vilarasau, Enric Auquer, María Rodríguez, Alberto San Juan, Clara Segura, José Pérez Ocaña y Macarena García como protagonistas. El rodaje de la película tuvo lugar principalmente en Canet de Mar, en una casa diseñada por el arquitecto José Antonio Coderch, además de en los alrededores de Calella de Palafrugell, el aeródromo de Airbet Serveis Aeronautics en Avinyonet del Penedès y la ciudad italiana de Roma, mientras que el clímax final se rodó en una recreación en plató de la fachada y de algunos interiores de la casa donde también se rodó gran parte de la película. A finales de enero de 2024, se anunció que el título de la película había sido recortado de Una casa en flames a simplemente Casa en flames.
El presupuesto total de Casa en flames fue de 2.7 millones de euros, incluyendo 900.000 euros procedentes de las ayudas generales del ICAA.

## Lanzamiento y marketing
El 30 de enero de 2021, Vercine programó el estreno en cines españoles de Casa en flames para el 28 de junio de 2024. El 26 de febrero de 2024, se anunció que la película tendría su estreno mundial como la cinta de apertura del BCN Film Fest el 18 de abril de 2024. El 15 de abril de 2024, Vercine lanzó el tráiler de la película.

## Premios y reconocimientos
- Premio Feroz mejor película de comedia 2025, concedido anualmente por la Asociación de Informadores Cinematográficos de España. [10]
- Premio Feroz mejor actriz protagonista de una película 2025, a Emma Vilarasau. [10]
- Premio Feroz DAMA mejor guion de una película, a Eduard Sola. [10]